# Großer Lärm
Großer Lärm ist eine autobiografische Prosaskizze von Franz Kafka, die im Oktober 1912 in der Prager Zeitung Herder-Blätter erschien. Sie stellt einen Ausschnitt aus Kafkas Leben mitten im lärmenden Haushalt seiner Eltern dar. In einem Brief an den Herausgeber Willy Haas schreibt Kafka am 26. September 1912, er wolle damit „öffentlich seine Familie züchtigen“.

## Inhalt
Der Ich-Erzähler schildert, wie er in seinem Zimmer sitzt und um sich herum Türen schlagen hört. Der Vater stürmt durch sein Zimmer. Es dringen Stimmen aus dem Nachbarzimmer zum Erzähler. Nachdem der Vater mit lautem abschließenden Ruck beim Weggehen die Türe der Wohnung zugezogen hat, wird der Lärm zwar geringer; er ist aber trotzdem für den Erzähler auch in seiner zarteren Form präsent und störend. Der Text schließt mit der Überlegung des Erzählers, ob er nicht „schlangengleich“ zu seinen Schwestern und ihrem Fräulein „kriechen“ soll, um sie um Ruhe zu bitten.

## Textanalyse
Hier wird zunächst eine reale Szene aus dem Hause Kafka beschrieben. Da ist der in seiner lauten Impulsivität bekannte Vater, wie er auch im Brief an den Vater geschildert wird. Die Schwester Valli wird ausdrücklich namentlich erwähnt. Der Erzähler sieht sich in einer Art Kriegszustand, er empfindet sich in seinem Zimmer als „im Hauptquartier des Lärms“. Die Geräusche, die ihn erreichen, entwickeln ein akustisch vielgestaltiges Eigenleben und er nimmt sie überdeutlich mit seinen überreizten Nerven wahr. Sein Bedürfnis nach Ruhe wagt er aber nicht offen einzufordern. Er will mit der List kriecherischer Unterwerfung um Ruhe bitten. Er hat nicht das Gefühl, hier in dieser Wohnung seine berechtigten Interessen unumwunden ansprechen zu dürfen. Auch hier zeigt sich – sozusagen auf akustischer Ebene – der Unterschied zum Vater. Der Vater lärmt ganz selbstverständlich mit jeder Lebensäußerung, der Sohn wagt nicht, sein gegenteiliges Bedürfnis nach Ruhe zu artikulieren. Er erwägt ja auch nur die Schwestern um Ruhe zu bitten und nicht den Vater als den eigentlichen Störer.

## Deutungsansatz
Man könnte meinen, dass Kafkas unverhältnismäßig langes Mitwohnen in der elterlichen Wohnung eine übernervöse Reaktion auf alles dort Störende erzeugte. Aus Kafkas Tagebüchern weiß man aber, dass das Lärmproblem nicht nur dort bestand. Auch in verschiedenen später angemieteten Wohnungen sah sich Kafka in hypochondrischer Art vielfältig von Lärm belästigt und dadurch in seiner literarischen Arbeit gestört. Geräusche allgemein, unabhängig von ihrer Lautstärke, sind bei Kafka eher negativ besetzte Ereignisse. In Der Bau z. B. führt ein ganz leises Zirpen das lauschende Tier in eine immer tiefere Panik, deren Berechtigung nicht abschließend zu beurteilen ist.
Der Text kann auch im Übertragenen als Schilderung eines Menschen gesehen werden, der störenden Einflüssen seiner Umwelt ausgesetzt ist. Die Person kann sich nicht aus eigener Kraft aus dem Elend, das hier der Lärm symbolisiert, befreien.

## Ausgaben
- Sämtliche Erzählungen. Hrsg. von Paul Raabe. Fischer-Taschenbuch-Verlag, Frankfurt/Main 1970. ISBN 3-596-21078-X.
- Die Erzählungen Originalfassung hrsg. von Roger Hermes. Fischer Verlag, 1997, ISBN 3-596-13270-3.
- Tagebücher 1909–1923. Hrsg. von Max Brod. S. Fischer, Frankfurt/Main 1951 u. ö. ISBN 3-10-038160-2.
- Drucke zu Lebzeiten. Hrsg. von Wolf Kittler, Hans-Gerd Koch und Gerhard Neumann. Fischer Verlag, Frankfurt/Main 1996, S. 441 f.
- Tagebücher. Hrsg. von Hans-Gerd Koch, Michael Müller und Malcolm Pasley. Frankfurt am Main 1990, S. 225 f.